# Estación Til Til
Til-Til es una estación ferroviaria que formó parte del Ferrocarril Santiago-Valparaíso de la Empresa de los Ferrocarriles del Estado. Actualmente los servicios de pasajeros ya no operan. 

## Historia
La estación nace a partir de la construcción del Ferrocarril Santiago-Valparaíso, el cual cruzaba los valles de la depresión intermedia de Santiago, incluyendo la zona en la que se halla la localidad de Tiltil. La inauguración del servicio en 1863 llevó a que la zona pudiera integrarse de mejor forma a los negocios minero-agrícolas, potenciando la economía local.
En conmemoración del fallecimiento de Manuel Rodríguez, hubo un servicio especial que partió desde Estación Central el 26 de mayo de 1863, donde se dio la inauguración del monolito de roca, que se encontraba presente a un costado de las vías.
Til Til fue terminal del antiguo servicio Metrotren que unía Santiago desde la Estación Central hasta este pueblo, cuyos servicios se iniciaron el 11 de mayo de 1991; sin embargo al poco tiempo dejó de circular por baja demanda de pasajeros. Actualmente solo quedan restos del antiguo edificio de la estación, un caballo de agua, la cabina de movilización y el patio de maniobras.
En 2015 hubo un servicio turístico entre estación Alameda y Til Til. Posteriormente ha habido servicios esporádicos que cruzan por Til Til con destino a la estación Llay Llay.
Posteriormente al anuncio del proyecto Tren Santiago-Batuco, autoridades han propuesto la extensión del servicio desde la Estación Batuco hasta la estación de Til Til.

## En la cultura popular
- La estación es mencionada en el libro Los Buscadores de la Verdad de Rubén Palma[14]
- También es mencionada en uno de los capítulos del libro Manuel Rodríguez: historia y leyenda de Ernesto Guajardo[15]